# Precipitando
Precipitando is een van oorsprong Italiaanse muziekterm die effect heeft op de voordracht van een muziekwerk. 
Precipitando betekent letterlijk ijlend.
Precipitando heeft dus primair betrekking op het karakter (ofwel de timing, kleur, dynamiek en agogiek), maar kan daarnaast ook van invloed zijn op het tempo. Over het algemeen gaat met precipitando wel een lichte vertraging gepaard.
In de notatie kan de aanwijzing gevolgd worden door een horizontale stippellijn. Dit houdt in dat het beoogde effect doorloopt tot de stippellijn eindigt. Er kunnen tempo-aanduidingen aan het begin en het eind van die stippellijn of bij de desbetreffende episode staan, die de mate van vertraging aangeven, maar dit is niet altijd het geval. In dat geval is de uitvoering afhankelijk van een eventuele bedoeling van de componist van het desbetreffende muziekstuk of van de interpretatie van de uitvoerend musicus c.q. dirigent.